# Regenmeter

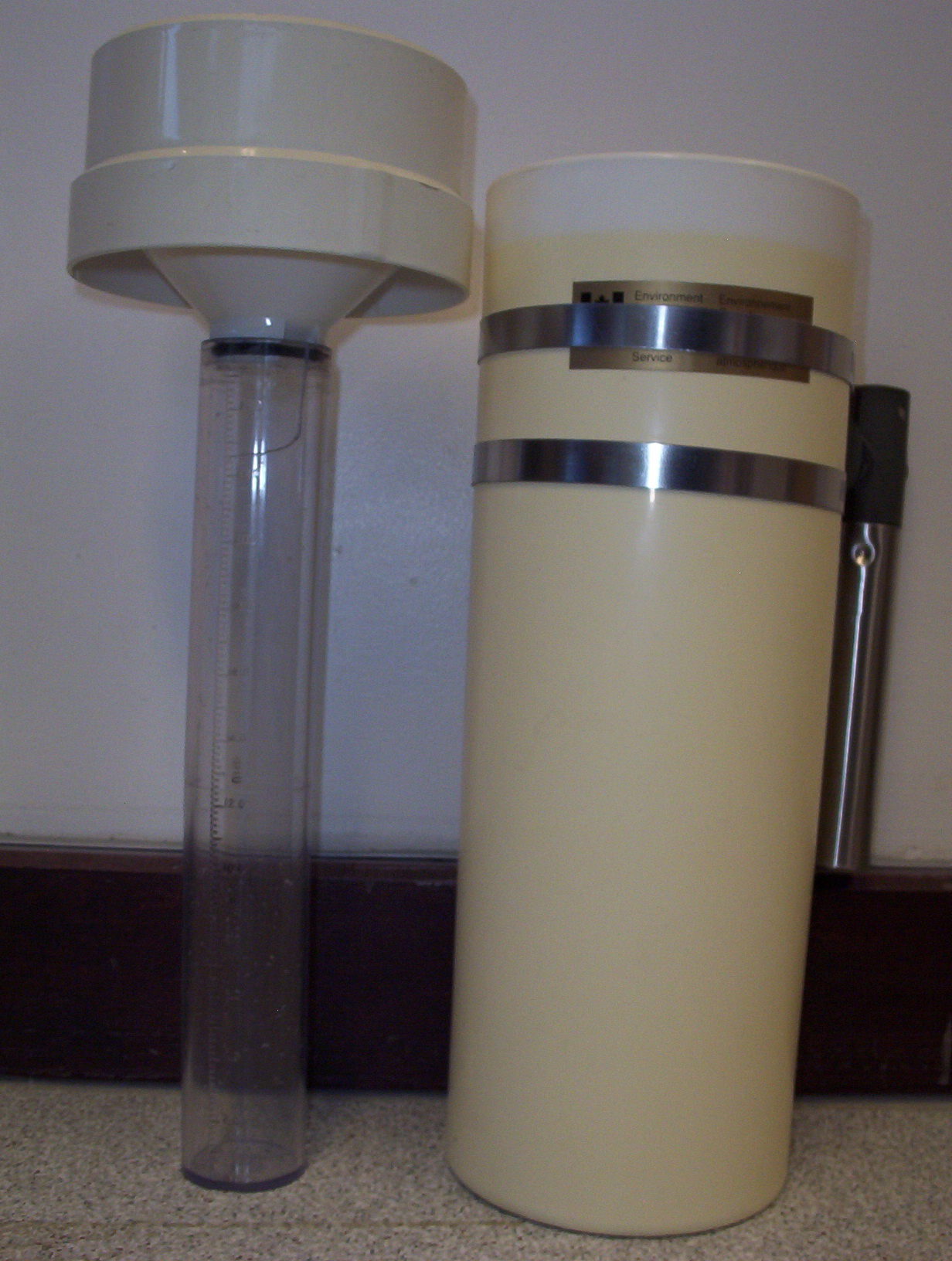
Regenmeter

Een regenmeter, ook wel pluviometer genoemd, is een type instrument dat door meteorologen en hydrologen wordt gebruikt om de hoeveelheid gevallen neerslag gedurende een bepaalde tijdsperiode op te vangen en op te meten.
De hoeveelheid neerslag wordt in millimeters aangegeven. Eén millimeter komt overeen met 1 liter water per vierkante meter. 
De eenvoudigste is een meestal glazen of doorzichtige kunststoffen maatbeker. De doorsnede van de opening aan de bovenzijde moet representatief zijn voor het aantallen gevallen millimeters neerslag.
In een professionele opstelling behoort de regenmeter vrij opgesteld te worden, dat wil zeggen niet onder of nabij hogere obstakels zoals gebouwen en bomen en met de bovenrand van de trechter op ca. 40 cm boven een vlakke grond. Ook wordt een Engelse opstelling gebruikt. Hierbij wordt de regenmeter in een opgehoogde kuil van 3 meter doorsnede geplaatst waarin een bodem van kiezelstenen ligt. De regenmeter steekt hier niet boven de rand van de kuil uit zodat de wind weinig invloed op de vallende neerslag heeft en de metingen nauwkeuriger zijn.
De hoeveelheid neerslag moet minstens eenmaal per dag gemeten worden om het verdampen zo veel mogelijk tegen te gaan. 
Wanneer de neerslag anders dan regen is, bijvoorbeeld ijzel of sneeuw, wordt met behulp van een ingebouwd verwarmingselement de neerslag gesmolten. Wanneer er sneeuw is gevallen, kan de sneeuwhoogte naast het opmeten ook ongeveer bepaald worden uit het aantal millimeters smeltwater. Eén cm sneeuw is namelijk ongeveer gelijk aan één millimeter smeltwater.

## Trivia
- Als eenheid wordt in Nederland ook nog wel de streep gebruikt, de oude benaming voor de mm.
- In Nederland worden op circa 322 plaatsen professionele metingen gedaan die dagelijks aan het KNMI worden doorgegeven (augustus 2022).[1]
- In België beheert het KMI het Belgisch klimatologisch netwerk met 270 stations waar men dagelijks de neerslaghoeveelheid en de temperatuur opmeet (augustus 2012).